# トーマト
『トーマト』（Tormato）は、イングランドのプログレッシブ・ロック・バンド、イエスが1978年に発表したアルバム。新作のスタジオ・アルバムとしては通算9作目で、ライブ・アルバム『イエスソングス』と編集アルバム『イエスタデイズ』を含めると通算11作目にあたる。

## 解説

### 内容
「天国のサーカス」の中で聞かれる子供の声は、ジョン・アンダーソンの息子で当時6歳だったダミアンのものである。
「オンワード」では、2作目のアルバム『時間と言葉』（1970年）に続いてオーケストラが起用された。作者のクリス・スクワイアはソロ・アルバム『未知への飛翔』（1975年）に続いて旧知のアンドリュー・ジャックマンに編曲を依頼した。
リック・ウェイクマンはメロトロンを改良したキーボード「バイロトロン (Birotron)」を使用している。彼はアメリカ・ツアー中に楽屋を訪ねて来た考案者のアメリカ人デヴィッド・バイロの求めに応じて、アドバイスと開発資金を提供していた。

### アルバム・タイトルとジャケット
本作の元々のタイトルは、スティーブ・ハウが提案した"Tor"だった。ハウはサウス・ウェスト・イングランドのデヴォンのダートムーアに実在するYes Torという名前の露頭を見つけて、その白黒写真をジャケットに使うことまで提案していた。
ある日、マネージャーのブライアン・レーンの秘書のジルがYes Torの写真を見て「潰れたトマト」を連想し、それが元でタイトルは "Tormato"という造語に変更になった。そして前作『究極』に続いてジャケット・デザインを担当したヒプノシスが、Yes Torの写真にトマトがぶつけられたジャケットを作成した。

## 収録曲
A面
1. A. 輝く明日 - "Future Times" B.歓喜 -  "Rejoice" (A.アンダーソン、スクワイア、ハウ、ウェイクマン、ホワイト/B.アンダーソン)
2. クジラに愛を - "Don't Kill The Whale" (アンダーソン、スクワイア)
3. マドリガル - "Madrigal" (アンダーソン、ウェイクマン)
4. 自由の解放 - "Release, Release" (アンダーソン、ホワイト、スクワイア)

B面
1. UFOの到来 - "Arriving UFO" (アンダーソン、ハウ、ウェイクマン)
2. 天国のサーカス - "Circus Of Heaven" (アンダーソン)
3. オンワード - "Onward" (スクワイア)
4. 自由の翼 - "On The Silent Wings Of Freedom" (アンダーソン、スクワイア)

### リマスター盤
2004年にCDのリマスター盤が発売された。音質の向上が図られ、以下10曲のボーナス・トラックが追加収録されている。
1. "Abilene" - シングル『クジラに愛を』のB面収録曲。
2. "Money" - 当時のイギリスの財務大臣で成功したミュージシャンに高い税率を課したデニス・ヒーリーを皮肉った風刺曲。ウェイクマンによる彼のスピーチの物真似が添えられている。初出は『イエスイヤーズ』。
3. "Picasso"
4. "Some Are Born" - アンダーソンがソロ・アルバム『七つの詩』(Song Of Seven) で再録音・収録。
5. "You Can Be Saved"
6. "High"
7. "Days" - こちらもアンダーソンが『七つの詩』で再録音・収録。ここではア・カペラで収録。
8. "Countryside" - ハウのソロ・アルバム『タービュランス』(Turbulence) の「コークスクリュー」(Corkscrew) として後に収録。
9. "Everybody's Song" - 次作『ドラマ』の収録曲「夢の出来事」(Does It Really Happen?) のアーリー・デモ・バージョン。
10. "Onward (Orchestral Version)" - 「オンワード」の作者スクワイアのベースとオーケストラ部分を抽出したインストゥルメンタル・バージョン。隠しトラックであるためジャケットにはクレジットされていない。

## レコーディング・メンバー
- ジョン・アンダーソン – ボーカル
- スティーヴ・ハウ – ギター、ボーカル
- クリス・スクワイア – ベース、ボーカル
- アラン・ホワイト – ドラムス、パーカッション
- リック・ウェイクマン – キーボード

## エピソード
- 「クジラに愛を」がシングル・カットされている。B面はアルバム未収録曲（リマスター盤には収録）の「Abilene」。
- 「自由の翼」、「クジラに愛を」、「マドリガル」のプロモーション・ビデオが制作されている。
- ウェイクマンは当時のインタビューで自分は9曲の収録曲のうち4曲を主にアンダーソンと共作したと主張して、「各曲の作詞・作曲の記載を信用してはいけない」と語っている[6]。